# Ingalls, Indiana
Ingalls är en kommun (town) i Madison County i Indiana. Vid 2010 års folkräkning hade Ingalls 2 394 invånare.